# Битва при Сидар-Крик
Битва при Сидар-Крик (англ. Battle of Cedar Creek) — сражение между лакота и армией США во время Войны за Чёрные Холмы произошедшее 21 октября 1876 года на Территории Монтана.

## Предыстория
Полковник Нельсон Майлз присоединился к генералу Альфреду Терри на Роузбад-Крик осенью 1876 года и прошёл с ним вверх по реке, чтобы присоединиться к генералу Джорджу Круку. Оба командира вместе двинулись на восток, пересекли реку Тонг и достигли устья реки Паудер. Здесь обе команды разделились, генерал Крук двинулся на юго-восток к Блэк-Хилс, но вскоре начал испытывать нехватку припасов. Колонна под командованием капитана Энсона Миллса была отправлена в Дэдвуд, городок нелегальных золотоискателей в Блэк-Хилс, чтобы найти припасы, и по пути случайно наткнулась на лагерь вождя Американского Коня у Слим-Бьюттс, в последовавшем сражении индейцы были разбиты.
После сражения при Слим-Бьюттс американская армия продолжила искать оставшиеся свободные индейские лагеря. Полевые операции были возложены на полковника Нельсона Майлза, поскольку генерал Альфред Терри, вернувшись в свой лагерь на Глендайв-Крик в восточной Монтане, 5 сентября расформировал Монтанскую и Дакотскую колонны, приказав войскам Джона Гиббона возвращаться по своим гарнизонам. Сам генерал отправился в Сент-Пол. Майлз снарядил свои войска зимним снаряжением и устроил временную базу в устье реки Тонг. Основной задачей полковника был зимний контроль долины реки Йеллоустон и возведение военных фортов. Эти форты должны были охранять переправы на всей протяженности Йеллоустона между реками Паудер и Тонг, в то время как пароходы будут патрулировать саму реку, воспрепятствовав возможной попытке индейцев уйти на север.
Войска под командованием полковника Элвелла Отиса сопровождали обоз из более чем 100 фургонов, которые были отправлены с поста на Глендайв-Крик для снабжения армии Майлза. В сумме, вместе с военным эскортом, обоз сопровождали 11 офицеров и 185 пехотинцев, вооруженных дальнобойными винтовками и орудиями Гатлинга. 11 октября воины лакота устроили засаду на медленно движущийся обоз возле Спринг-Крик, убив несколько мулов и временно остановив фургоны. Обоз снова попытался добраться до Майлза, но 15 октября индейцы снова атаковали его. На этот раз экипажи фургонов и военный эскорт сумели отбиться от нападавших и продолжить свой путь. Вскоре после этого два индейца под белым флагом подошли к полковнику Отису и предложили Майлзу встретиться с Сидящим Быком. Нельсон Майлз принял предложение и отправился к северу от реки Йеллоустон. 21 октября 1876 года Майлз встретился с индейским вождём для переговоров между лакота и солдатами. Сидящий Бык сказал, что не стал бы беспокоить солдат, если бы они не беспокоили его. Майлз сообщил вождю о требованиях правительства о капитуляции. Ничего не было достигнуто и каждый вернулся к своим войскам с молчаливым соглашением встретиться ещё раз на следующий день.

## Сражение
Некоторые из людей Сидящего Быка не хотели воевать и думали вернуться в резервации, но много другие хотели продолжить сражаться. Войска Майлза отступили к Сидар-Крик, где они смогли бы воспрепятствовать любым попыткам лакота прорваться на север. 21 октября переговоры возобновились. Сидящий Бык снова потребовал, чтобы полковник и его солдаты ушли, и чтобы больше никаких военных на землях сиу не было. Полковник ответил, что индейцы должны подчиниться правительству США и, если они откажутся, война будет продолжаться до полного поражения одной из сторон. Переговоры быстро сорвались, и лидеры вернулись к своим людям.
Когда индейские воины уходили к своему лагерю, кто-то из них поджёг траву на равнине. Майлз приказал одному из скаутов остановить их. Скаут обменялся с индейцами выстрелами, и американская армия перешла в наступление, в то время как лакота отходили сквозь горящую траву. Индейцы отступили в овраги, надеясь увлечь за собой солдат и поймать их там в засаду, но те обошли пересечённый участок и зашли воинам во фланг. Войско Майлза теснило индейцев по широкой равнине, которая не могла предоставить последним укрытия. Лакота после тяжёлого боя отступили, и солдаты расположились лагерем в покинутом индейцами селении. Перестрелка между отдельными лакота и людьми Майлза не стихала всю ночь.

## Итоги
Майлз утверждал, что преследовал индейцев на протяжении до 68 км, собирая по пути большое количество сушёного мяса, лагерного снаряжения, а также оружие. 27 октября более 400 типи, около 2000 человек, в основном миннеконжу и итазипчо, официально сдались Майлзу и вернулись в свои резервации. Однако некоторые из наиболее ярых последователей Сидящего Быка направились на север, в Канаду, и Майлз приготовился преследовать их всю зиму. 18 декабря 1876 года американская армия снова столкнулась с людьми Сидящего Быка в сражении при Эш-Крик.